# Есенов Ермухамед Кудабаевич
Ермухамед Кудабаевич Есенов (22 февраля 1945, Туркестанская область Мактааральский район) — учёный, доктор технических наук (1994), профессор (1996), академик (1997).

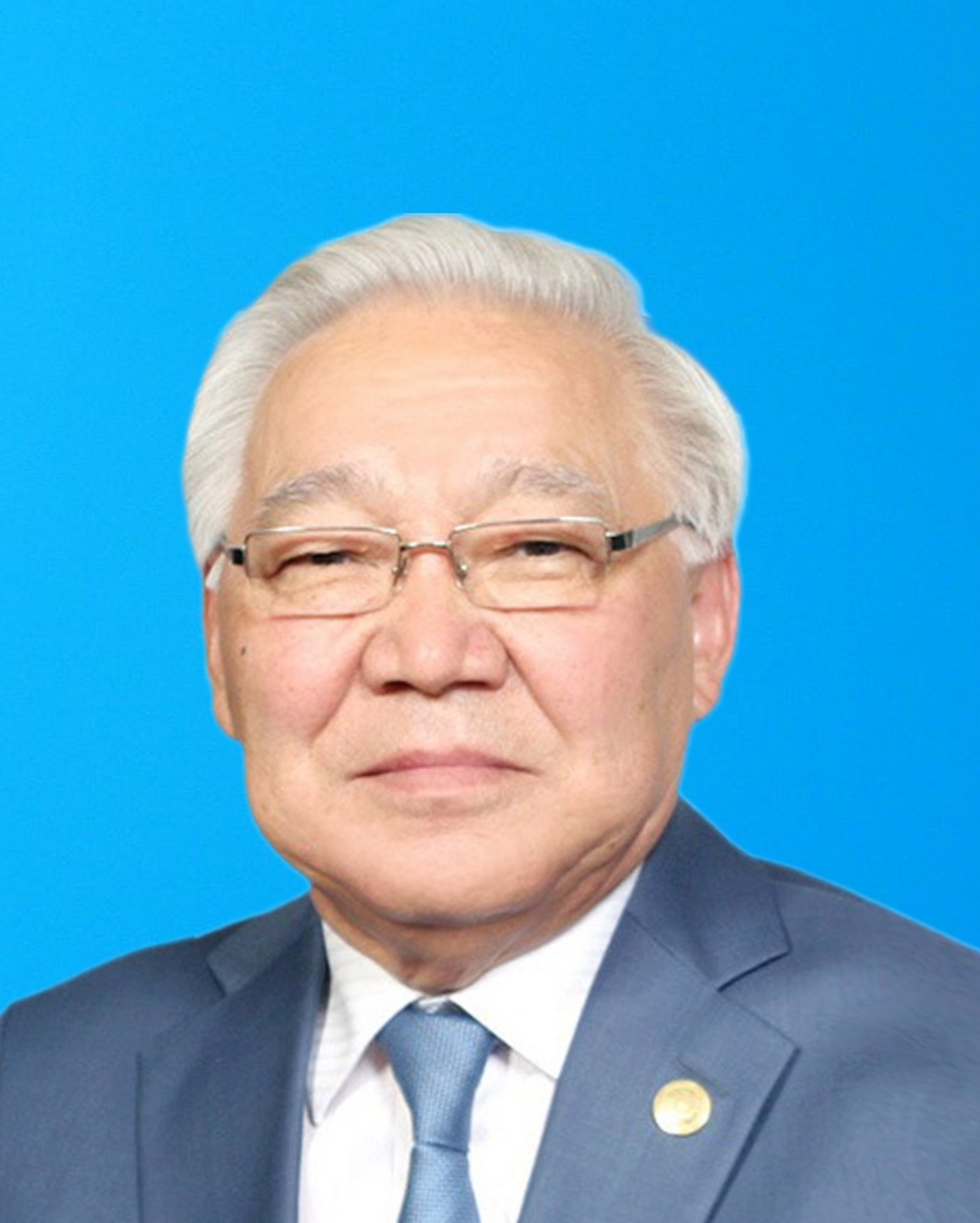
Есенов Ермухамед Кудабаевич академик Казахстанской Национальной академии естественных наук

## Биография
В 1969 году окончил Казахский химико-технологический институт
1969 — 73 года. Работал в Шымкентском монтажном управлении треста «Казмонтажватоматик».
В 1980 году окончил аспирантуру Московского химико-технологического института.
1973—1996 Ассистент, старший преподаватель, заведующий кафедрой, декан, проректор по воспитательной работе Казахского химико-технологического института.
1996—1997 гг. — проректор по учебной работе Шымкентского отделения Международного Казахско-Турецкого университета им. Х. А. Яссави, затем ректором Естествен но-гуманитарного института этого же универ ситета (сейчас Южно-Казахстанский Педагогический университет им. О. Жанибекова)
С 1997—2001 г. вице-президент по учебной работе и одновременно ректор Туркестанского отделения Международного Казахско-Турецкого университета им. Х. А. Яссави
С 2001 года ректор университета " Мирас "
С 2002—2010 год ректор Международного Гуманитарного-технического университета (сейчас Центрально Азиатский инновационный университет)
После выхода на пенсию работал профессором в Казахстанском университете дружбы народов (сейчас Университет дружбы народов имени академика А. Куатбекова). На данный момент является профессором кафедры «Автоматизации, телекомуникации и управление» в Южно-Казахстанском исследовательском университете имени М. Ауэзова
Он является академиком Народной академии Казахстана «Экология» (1997), Нью-Йоркской академии наук (1998), Казахстанской Национальной академии естественных наук (2008), Международной академии системных исследований (2015).
Он является почетным профессором Международно Казхско-Турецкого университета имени Яссауи и Казахстанского университета дружбы народов (сейчас Университет дружбы народов имени академика А. Куатбекова). Член экспертного совета по присвоению ученых степеней Министерства науки и образования Республики Казахстан.

## Научные труды
Под его руководством были защищены четыре кандидатские диссертации. Им разработана методология проектирования оптимальных систем очистки сточных вод на основе использования методов кибернетики и системного анализа химико-технологического моделирования процессов очистки сточных вод. Раскрыты принципы и особенности построения математических моделей процессов очистки сочных вод. Разработаны математические модели про пессов очистки сточных вод Новомосковского производственного объединения «Азот» Ар-хангельского целлюлозно-бумажного комбина та, Шымкентского нефтеперерабатывающего завода, фосфорного завода, химико-фармацев тического завода.
Научные разработки внедрены в ряде химических, целлюлозно-бумажных и химико-фармацевтических заводов Казахстана и России. Им опубликованно более 142 научных и научно-методических работ в том числе 3 монографии «Математическое моделирование, синтез и интенсификация систем очистки сточных вод», «Технологиялык процесстер мен өндірістерді автоматты бақылау және баскару», « Орбитальные движения близкого ИСЗ в нестационарном поле тяготения земли».

## Основные научные труды и монографии
В 1994 году защитил докторскую диссертацию по теме «Разработка принципов моделирования оптимальных систем очистки сточных вод» на специализированном Ученом совете Российского химико-технологического университета им. Д. И. Менделеева, под председательством академика Академии Наyк CCCP В. В. Кафарова.
«Технологиялык процесстер мен өндірістерді автоматты бақылау және баскару».
«Математическое моделирование, синтез и интенсификация систем очистки сточных вод», Туркестан, 2000.
Орбитальные движения близкого ИСЗ в нестационарном поле тяготения земли, Алматы «Ғылым», 2009.

## Награды
Награждён Почетными грамотами Министерства образования Республики Казахстан.